# كونستانس باسكال
كونستانس باسكال (بالفرنسية: Constance Pascal)‏ هي طبيبة نفسية فرنسية، ولدت في 24 أغسطس 1877 في بيتيشت في رومانيا، وتوفيت في 21 ديسمبر 1937 في نيويلي سور مارني في فرنسا بسبب سرطان الثدي.